# Днопоље
Днопоље је насељено мјесто у општини Доњи Лапац, источна Лика, Република Хрватска.

## Географија
Днопоље је удаљено око 4 км сјеверозападно од Доњег Лапца.

## Историја
Днопоље се од распада Југославије до августа 1995. године налазило у Републици Српској Крајини.

## Становништво
Днопоље се од пописа становништва 1961. до августа 1995. налазило у саставу некадашње општине Доњи Лапац. Према попису становништва из 2011. године, насеље Днопоље је имало 112 становника.
| Националност       | 1991. | 1981. | 1971. | 1961. |
| Срби               | 241   | 261   | 350   | 379   |
| Југословени        | 1     | 21    | 18    |       |
| Хрвати             | 2     | 1     |       | 6     |
| Муслимани          |       |       | 3     |       |
| остали и непознато | 5     | 2     | 6     |       |
| Укупно             | 249   | 285   | 377   | 385   |

| Демографија | Демографија | Демографија |
| Година      | Становника  | Становника  |
| ----------- | ----------- | ----------- |
| 1961.       | 385         |             |
| 1971.       | 377         |             |
| 1981.       | 285         |             |
| 1991.       | 249         |             |
| 2001.       | 158         |             |
| 2011.       |             | 112         |

## Попис1991.
На попису становништва 1991. године, насељено место Днопоље је имало 249 становника, следећег националног састава:
| Попис 1991.‍  | Попис 1991.‍  | Попис 1991.‍ | Попис 1991.‍ | Попис 1991.‍ |
| ------------ | ------------ | ----------- | ----------- | ----------- |
|              |              |             |             |             |
| Срби         | Срби         |             | 241         | 96,78%      |
| Хрвати       | Хрвати       |             | 2           | 0,80%       |
| Југословени  | Југословени  |             | 1           | 0,40%       |
| неопредељени | неопредељени |             | 5           | 2,00%       |
| укупно: 249  |              |             |             |             |